# 1873 Agenor
1873 Agenor eller 1971 FH är en trojansk asteroid i Jupiters lagrangepunkt L5. Den upptäcktes 25 mars 1971 av den nederländsk-amerikanske astronomen Tom Gehrels och det nederländska astronomparet Ingrid van Houten-Groeneveld och Cornelis Johannes van Houten vid Palomarobservatoriet. Den är uppkallad efter Agenor i grekiska mytologin.
Asteroiden har en diameter på ungefär 50 kilometer.